# .rs
.rs — національний домен верхнього рівня для Сербії. Літери rs означають Republika Srbija (Сербська Республіка).
Через слова англійської мови що закінчуються на «rs», цей домен також використовується для доменних хаків.